# Monte San Giovanni Campano
Monte San Giovanni Campano är en ort och kommun i provinsen Frosinone i regionen Lazio i Italien. Kommunen hade 12 596 invånare (2018).